# Kétcsaládos rendszer
Kétanyás rendszerben az aktív időszakban két családot tartanak együtt egy kaptárban. Ehhez vagy elpusztítja az egyik anyát, vagy a két anyát külön fészekre zárja, és csak a mézkamra lesz közös. Az utóbbi alkalmazható a fiasítás részleges korlátozásával együtt. Az előbbi a fiasítás teljes korlátozásával rokon, mivel azt eredményezi, hogy két család szaporulata gyűjt, de csak egyé fogyaszt.
A módszernek különböző változatai ismertek:
Az anyák a fészkekre vannak korlátozva anyaráccsal, a dolgozók a közös mézkamrán keresztül keverednek. Ennek egy további változata, hogy a családokat télire sem egyesítik, egész évben anyaráccsal vannak elválasztva. Még egy változat, hogy a két család egy kaptárban lakik, és az egyik gyűjtőivel a másikat segítik.
A két családot fészekkel együtt egyesítik, majd a főhordás után újra megosztják. Ennek változata, hogy a főhordás előtt mesterséges rajt csinálnak a családból, és ugyanabban a kaptárban, de fallal elválasztva helyezik el. Főhordás előtt a falat anyarácsra cserélik. Főhordás után egyesítik, és az öregebb anyát a fiatalabbal helyettesítik. Ezekhez hasonló, hogy a rosszabb anyát még főhordás előtt megölik, és főhordás után sem osztják meg, hanem egy családot teleltetnek.
A módszer nagy kaptárat igényel. Amennyiben jól fejlettek, a két család népe nem fér el a Nagy Boczonádi fekvőkaptárban. Alkalmas lehet az Ignácz-féle kaptár (keretméret: 50 x 32, 32 + 3 keretnek van hely, a +3 anyanevelő szakasz). Erre a célra szinte kizárólag fekvőkaptárat használnak.
A módszer Magyarországon használatos formája: A nagy kaptárban a két családot először deszkával választják el. Akácvirágzás előtt 10 nappal a deszkát anyarácsra cserélik. Az egyik oldalon elveszik az anyát, elzárnak néhány lépet, és itt új anyát keltetnek ki vagy neveltetnek. A másik oldalon az anyát 8 keretre zárják. Az elvett anya fészke fokozatosan mézkamrává válik. Pergetés után, vagy a második akác után az anyarácsot deszkára cserélik. A népet és a fiasítást arányosan megosztják, és a kis részt egyesítik. Nagyon népes családoktól mindkét anyát elveszik, ilyenkor nem használnak rácsot.
Ezzel a módszerrel korai, rohamos és bőséges hordás használható ki. Kockázata a rossz időjárás. Emellett fontos a jó anya és a jó telelés. Gyenge családok is felhasználhatók hozzá. A későbbi legelőhöz az egyesített család újra megosztható. A kétcsaládos rendszerhez kisebb befektetés, de több munka szükséges. Rákényszerít a rendszeres anyacserére. Tenyésztéshez kedvezőtlen, mert nem lehet az egyes családokat és anyákat megítélni; ezért a tenyésztésre való kiválasztás előtt a jelölteket szét kell osztani.
A módszer kockázata az, hogy ha rossz az év, akkor a családot nem lehet a szezon végén kettéosztani, így a következő évben nem lehet bevonni a kétcsaládos rendszerbe. A családok számának csökkenését eredményezheti a fiatal anya elveszése, mivel nélküle nem lehet kettéosztani a családot.